# Pilumnus pileiferus
Pilumnus pileiferus is een krabbensoort uit de familie van de Pilumnidae. De wetenschappelijke naam van de soort is voor het eerst geldig gepubliceerd in 1984 door Ng & L. W. H. Tan.